# Восточно-малайско-полинезийские языки
Восточно-малайско-полинезийские языки представляют собой генетическое объединение австронезийских языков, распространённых на севере Молуккских островов, вдоль берегов Новой Гвинеи, в Микронезии, Меланезии и Полинезии.
Генетически входит в центрально-восточную надветвь, вместе с центрально-малайско-полинезийскими языками.

## Классификация
Океанийская подзона (св. 400 языков в прибрежной части востока Новой Гвинеи и в Океании)
- ветвь островов Адмиралтейства
- япский язык (возможно относится к языкам островов Адмиралтейства)
- сент-маттайасская ветвь
- центрально-восточно-океанийская ветвь, вкл. микронезийские и полинезийские языки
- западноокеанийская ветвь

Южнохальмахерско-западноновогвинейская подзона (39 языков; север Молуккских островов и западное побережье Новой Гвинеи)
- южнохальмахерская ветвь
- западноновогвинейская ветвь